# Diecezja Fenoarivo Atsinanana
Diecezja Fenoarivo Atsinanana – diecezja rzymskokatolicka na Madagaskarze, powstała 30 października 2000.

## Biskupi diecezjalni
- Bp Désiré Tsarahazana (2000–2009)
- Bp Marcellin Randriamamonjy (2009–2024)
- Bp Marek Ochlak (od 2025)